# Lokomotiw Abakan
Lokomotiw Abakan (ros. Футбольный клуб «Локомотив» Абакан, Futbolnyj Kłub "Łokomotiw" Abakan) – rosyjski klub piłkarski z siedzibą w Abakanie.

## Historia
Chronologia nazw:
- 1968–1969: Lokomotiw Abakan (ros. «Локомотив» Абакан)
- 1970–1988: Stroitiel Abakan (ros. «Строитель» Абакан)
- 1989–1992: Sajany Abakan (ros. «Саяны» Абакан)
- 1993–1996: Briz Abakan (ros. «Бриз» Абакан)
- 1997–2000: Rieformacyja Abakan (ros. «Реформация» Абакан)
- 2001: Riana Abakan (ros. «Риана» Абакан)
- 2002–...: Lokomotiw Abakan (ros. «Локомотив» Абакан)

Piłkarska drużyna Lokomotiw została założona w 1968 w mieście Abakan.
W tym że roku zespół debiutował w Klasie B, grupie 6 Mistrzostw ZSRR, w której występował dwa sezony.
Po reformie systemu lig ZSRR w 1970 jako Stroitiel Abakan występował w Klasie B, grupie 4. Jednak został wycofany z rozgrywek.
Dopiero w 1989 pod nazwą Sajany Abakan startował w Drugiej Lidze, grupie 4, ale zajął ostatnie 19 miejsce i spadł z rozgrywek na poziomie profesjonalnym.
W Mistrzostwach Rosji tylko w 1999 już jako Rieformacyja Abakan startował w Drugiej Lidze, grupie Wschodniej, ale już w następnym sezonie 2000 po 9 kolejkach zrezygnował z dalszych występów i został pozbawiony statusu klubu profesjonalnego.
Od 2001 klub występuje w Amatorskiej Lidze.

## Sukcesy
- 13 miejsce w Klasie B ZSRR, grupie 6:

1968
- 1/8 finału w grupie Rosyjskiej FSRR Pucharu ZSRR:

1969
- 11 miejsce w Rosyjskiej Pierwszej Dywizji:

1999
- 1/64 finału w Pucharze Rosji:

2001